# Grimsby Town Football Club
El Grimsby Town Football Club és un club de futbol anglès de la ciutat de Cleethorpes, Lincolnshire.

## Història
El club nasqué l'any 1878 amb el nom Grimsby Pelham en una reunió en la qual es trobaven, entre d'altres, membres del Worsley Cricket Club, que estaven interessats a crear una secció de futbol. Poc després esdevingué Grimsby Town. L'any 1888 el club ingressà a la Combination League, i l'any següent fou admès a la Football Alliance. El 1890 esdevingué una societat limitada i dos anys més tard ingressà a la Football League. L'any 1910 no renovà la llicència i marxà a la Midland League, retornant poc després a la Football League novament. La millor època la visqué el club a partir de 1929, quan assolí l'ascens a la Division One, on romangueren (amb excepció del període 1932 a 1934) fins a 1939. La seva millor classificació fou una cinquena posició la temporada 1934-35. Els anys 1936 i 1939 arribà a les semifinals de la FA Cup, perdent amb l'Arsenal FC i Wolverhampton Wanderers, successivament. Després de la Segona Guerra Mundial el club descendí a les categories inferiors, entre Segona i Quarta. L'any 2010 baixà a Conference National, després de 117 anys com a club de la Football League.
Alguns entrenadors destacats del club foren Bill Shankly (1951-1953), Lawrie McMenemy (1971–1973, qui aconseguí l'ascens a tercera el 1972) i Alan Buckley (qui dirigí l'equip en tres ocasions entre 1988 i 2008, assolint tres ascensos).

## Estadis

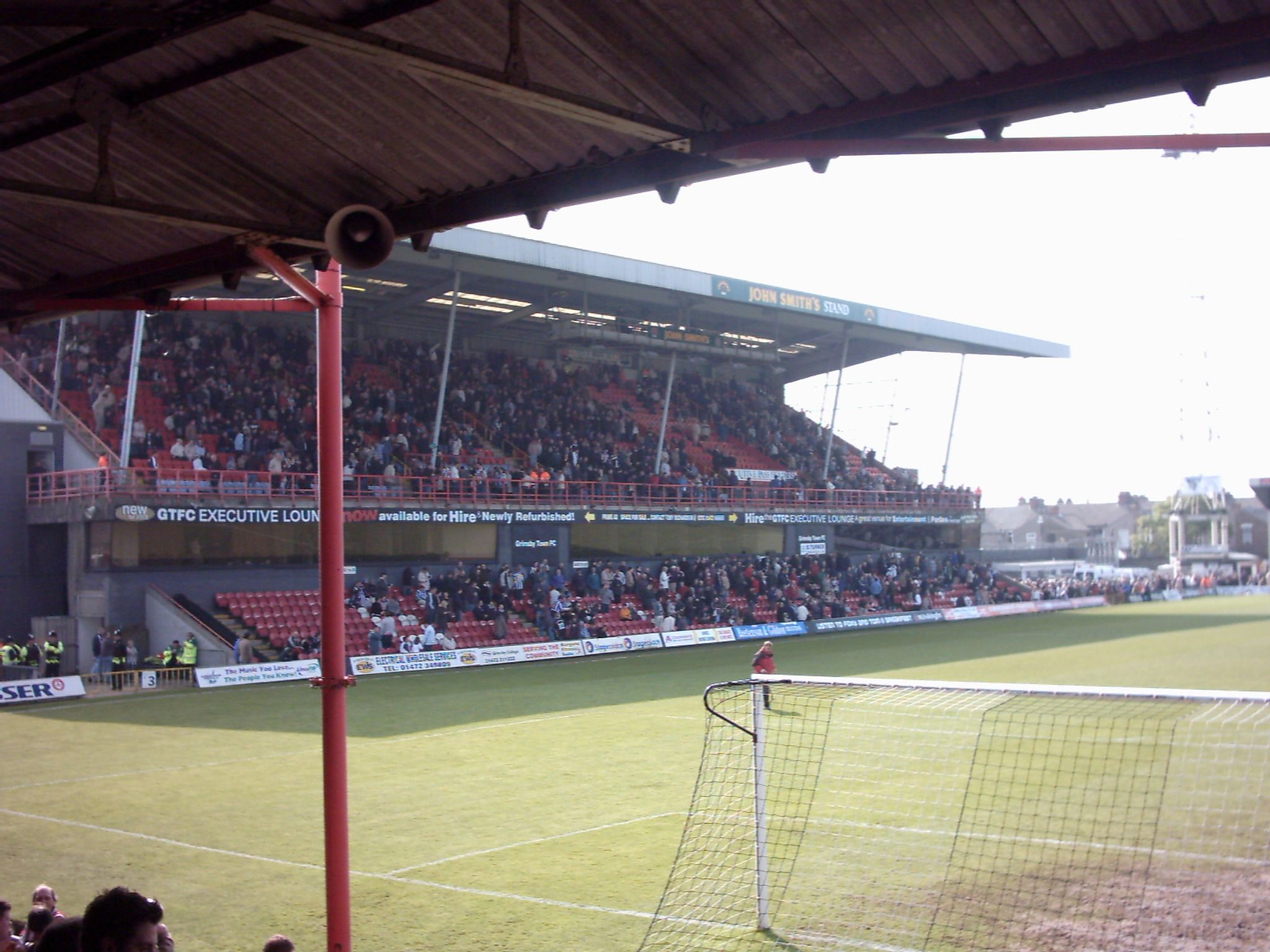
La graderia Findus, abans graderia Carlsberg.

| Anys         | Estadis            |
| ------------ | ------------------ |
| 1878-1879    | Clee Park          |
| 1879-1880    | Lovett Street      |
| 1880-1889    | Clee Park          |
| 1889-1898    | Abbey Park Stadium |
| 1898-present | Blundell Park      |
| Futur        | Conoco Stadium     |

## Uniforme
Els colors originals eren el blau i el blanc a franges horitzontals, que canviaren a color xocolata i blau quartejats l'any 1884. El 1910 s'adoptà el negre i blanc a franges verticals.

## Palmarès
- Segona Divisió anglesa:
  - 1900-01, 1933-34
- Tercera Divisió anglesa: 
  - 1979-80
- Tercera Divisió anglesa Nord: 
  - 1925-26, 1955-56
- Quarta Divisió anglesa: 
  - 1971-72
- Midland League
  - 1910-11, 1930-31, 1932-33, 1933-34, 1946-47
- Football League Group Trophy
  - 1981-82
- Football League Trophy
  - 1997-98
- Lincolnshire Senior Cup
  - 1885-86, 1888-89, 1896-97, 1898-99, 1899-1900, 1900-01, 1901-02, 1902-03, 1905-06, 1908-09, 1912-13, 1920-21, 1922-23, 1924-25, 1928-29, 1929-30, 1932-33, 1935-36, 1936-37, 1937-38, 1946-47, 1949-50, 1952-53, 1967-68, 1972-73, 1975-76, 1979-80, 1983-84, 1986-87, 1989-90, 1991-92, 1992-93, 1993-94, 1994-95, 1995-96, 1999-00, 2011-12, 2012-13